# António Emílio Severino de Avelar
António Emílio Severino de Avelar (Horta, 29 de Janeiro de 1843 — Horta, 30 de Janeiro de 1915) foi um médico e político açoriano, da ilha do Faial. Foi médico municipal, guarda-mor da saúde e subdelegado de saúde, presidente da Junta Geral e governador civil do Distrito da Horta, deputado às Cortes pelo Partido Regenerador, de que foi líder no Faial, e por três vezes reitor do Liceu da Horta (hoje Escola Secundária Manuel de Arriaga).

## Biografia
António Emílio Severino de Avelar nasceu na cidade da Horta, a 29 de Janeiro de 1843, filho de Raquel Emília de Sousa e de António Severino de Avelar, de famílias ligadas ao pequeno comércio e ao funcionalismo público. Licenciou-se em Medicina pela Escola Médico-Cirúrgica de Lisboa, onde terminou com distinção o seu curso em 1866. Regressado à sua ilha natal, começou desde logo a exercer clínica, sendo nomeado médico municipal (antes de 1873) e cirurgião do Hospital da Santa Casa da Misericórdia da Horta (1877). Foi despachado guarda-mor da saúde da Horta em 1879 e subdelegado de saúde da mesma cidade em 1900, cargo em que se reformou em 1903.
Foi por várias vezes presidente da Junta Geral na década de 1880 e governador civil do Distrito da Horta (1896-1897, 1910 e 1915). Era governador civil aquando da implantação da República Portuguesa, sendo demitido desse cargo por despacho do Ministro do Interior. Foi nomeado Comissário de Estudos no Distrito da Horta, por Carta Régia de 26 de Maio de 1868, e reitor do Liceu da Horta nos períodos de 1868-1871, 1872-1879 e 1881-1890.
Foi eleito deputado pelo círculo da Horta, representando o Partido Regenerador, nas eleições gerais realizadas a 20 de Outubro de 1889, não chegando a exercer o cargo devido à dissolução precoce do parlamento em resultado do ultimato britânico de 1890. Em 1895 passou a liderar aquele partido na ilha do Faial, abandonando a sua posição de relativa independência.
Era um orador distinto e dotado, improvisando com facilidade e eloquência.
Foi casado com Jesuína de Avelar e sogro de José Bressane de Leite Perry, visconde de Leite Perry.